# Distrito de Luuka
El distrito de Luuka es uno de los ciento once distritos administrativos que dan origen a la actual organización territorial de la República de Uganda. Su ciudad capital es la ciudad de Luuka.

## Localización
El distrito de Luuka comparte fronteras con los siguientes distritos ugandeses:
- Distrito de Buyende (por el norte)
- Distrito de Kaliro (por el noreste)
- Distrito de Iganga (por el suredste)
- Distrito de Mayuge (por el sur)
- Distrito de Jinja (por el suroeste)
- Distrito de Kamuli (por el noroeste)

## Población
El distrito de Luuka cuenta con una población total de 185.526 habitantes según las cifras suministradas por el censo poblacional llevado a cabo durante el año 2002 en Uganda.